# Arulselvam Rayappan
Arulselvam Rayappan (ur. 18 listopada 1960 w Sathipattu) – indyjski duchowny katolicki, biskup Salem od 2021.

## Życiorys

### Prezbiterat
Święcenia kapłańskie otrzymał 20 maja 1986 i został inkardynowany do archidiecezji Pondicherry i Cuddalore. Przez kilka lat pracował duszpastersko, a w 1994 został pracownikiem Papieskiego Instytutu św. Piotra w Bengaluru. Pełnił w nim funkcje m.in. dyrektora Centrum Studiów Nad Prawem Kanonicznym, wicerektora uczelni i jej rektora. W latach 2013–2017 był też przewodniczącym stowarzyszenia kanonistów indyjskich.

### Episkopat
31 maja 2021 papież Franciszek mianował go biskupem diecezji Salem. Sakry udzielił mu 4 sierpnia 2021 metropolita Maduraj – arcybiskup Antony Pappusamy.